# Himl
Himl oder Haml (arabisch حمل, DMG ḥi/aml ‚Last‘), auch Hamla (حملة / ḥamla) genannt, war eine arabische Gewichtseinheit, die sich an der Last orientierte, die einem Saumtier aufgeladen werden konnte. Sie ist mit dem Wasq verwandt. Walther Hinz übersetzt Himl mit „Kamelslast“.

## Verhältnis zu anderen arabischen Gewichtseinheiten
Der hanafitische Gelehrte Schaich-zāde (gest. 1667) gibt in seinem Werk Maǧmaʿ al-anhur an, dass 1 Himl = 300 Mann = 600 Ratl = 78.000 Dirham. Nach ar-Raschīd ibn Zubair (12. Jh.) entspricht jeder Himl 10.000 Dinar.
In Ägypten galt bei Mehl und Süßen Pfeffer 1 Himl = 300 ägyptische Ratl, bei Lack und schwarzwem Pfeffer 1 Himl = 500 ägyptische Ratl, bei Leinen und Brasilholz = 600 ägyptische Ratl und bei gekämmter Baumwolle 1 Himl = 553 1/3 Ratl.
In Sanaa entsprach im 17. Jahrhundert der Kamel-Himl 30 Qadah.

## Umrechnung ins metrische System
Sauvaire berechnet den Himl aufgrund der Angabe bei Schaich-zāde auf rund 241 Kilogramm. Hinz empfiehlt, bei Fehlen näherer Anhaltspunkte für 1 Himl einen Näherungswert von rund 250 Kilogramm anzusetzen.